# Петрич, Младен
Мла́ден Пе́трич (хорв. Mladen Petrić; 1 января 1981, деревня Дубраве близ Брчко, Босния и Герцеговина) — хорватский футболист, нападающий. Выступал за сборную Хорватии. Первый и единственный игрок сборной Хорватии, забивший 4 гола в одном матче.

## Биография

### Ранние годы
Родился в деревне Дубраве, близ Брчко, Босния и Герцеговина. Вскоре семья Петрича переехала в хорватский город Винковцы, а затем в Швейцарию, город Нойенхоф.

### Клубная карьера
Младен Петрич начинал играть в футбол в местном «Нойенхофе», а с 1996 года в клубе «Баден», с которым он подписал свой первый профессиональный контракт летом 1998 года. Уже через год, летом 1999 года, Петрич перешёл в известный клуб «Грассхоппер» из Цюриха.
На клубном уровне Петрич провёл пять сезонов за «Грассхоппер», после чего летом 2004 года перешёл в «Базель». Этот переход вызвал волну критики среди болельщиков «Базеля», так как незадолго до того, во время празднования «Грассхоппером» своего чемпионского титула, Петрич публично сжёг шарф цветов «Базеля» — принципиального соперника цюрихского клуба. Тем не менее, переход за сумму в 3 млн евро всё-таки состоялся, и Младен Петрич подписал с «Базелем» четырёхлетний контракт.
В «Базеле» Петрич стал одним из лучших бомбардиров чемпионата Швейцарии сезона 2005/06 с 15 мячами в 31 матче. В том же сезоне он принял участие во всех 12 матчах, проведённых «Базелем» в Кубке УЕФА, дойдя до стадии четвертьфинала турнира. В сезоне 2006/07 футболист продолжил успешное выступление за клуб. В матче первого раунда Кубка УЕФА 2006/07 Петрич забил гол в ворота македонской команды «Работнички» (счёт матча — 6:2 в пользу «Базеля»).
23 ноября 2006 года, в самом конце заключительного матча в групповом этапе Кубка УЕФА против «Нанси» голкипер «Базеля» Франко Костанцо был удалён за фол последней надежды и был назначен одиннадцатиметровый штрафной удар. Лимит замен у швейцарцев был к тому времени исчерпан, в ворота встал Младен Петрич и сумел отразить пенальти, принеся тем самым своему клубу ничью — 2:2.
В сезоне 2006/07 Младен Петрич стал лучшим бомбардиром чемпионата Швейцарии (19 мячей). 11 июня 2007 года он заключил контракт с клубом немецкой Бундеслиги «Боруссия» Дортмунд. В составе «Боруссии» Младен провёл один сезон, в котором отметился 13 мячами в 29 матчах.
17 августа 2008 года Младен подписал контракт на четыре года с другим немецким клубом «Гамбургом», «Боруссия» обменяла Петрича на футболиста «Гамбурга» нападающего Мохамеда Зидана.
В январе 2014 года перешёл в греческий клуб «Панатинаикос». Карьеру завершил спустя два года.

### Карьера в сборной
В 2001 году главный тренер сборной Хорватии Мирко Йозич пригласил Младена Петрича в состав национальной команды, в составе которой тот дебютировал в ноябре 2001 года во время турне по Южной Корее, где хорваты сыграли два товарищеских матча со сборной этой страны, а Петрич выходил в обоих матча на замену. Однако, в заявочный лист сборной Хорватии на чемпионат мира 2002 года Петрич включён не был. Свой первый гол за сборную Петрич забил 21 августа 2002 года в ворота сборной Уэльса в товарищеском матче, проходившем в Вараждине и завершившимся вничью — 1:1. Вскоре футболист сыграл в первом своём официальном матче за сборную, выйдя на замену в первом матче отборочного цикла чемпионата Европы 2004 года, против сборной Эстонии, однако после этого матча Петрич не вызывался в национальную команду более трёх лет.
В 2006 году Младен Петрич вернулся в состав сборной Хорватии, выйдя на поле в товарищеских матчах со сборными Южной Кореи и Аргентины. В окончательный состав команды, отправившейся в Германию на чемпионат мира 2006 года, Петрич не попал, так и оставшись в числе кандидатов.
В августе 2006 года новый главный тренер хорватской сборной Славен Билич пригласил Петрича в свою команду на товарищеский матч со сборной Италии, в котором футболист вышел на замену во втором тайме. В дальнейшем Петрич принял участие в 8 из 10 отборочных матчах чемпионата Европы 2008 года. В матче против сборной Андорры (7 октября 2006) Петрич, проведя на поле 60 минут, забил 4 мяча в ворота соперника, став тем самым первым игроком сборной Хорватии, забившим 4 гола в одном матче. Игра закончилась со счётом 7:0, что стало самой крупной победой сборной за всю историю.
21 ноября 2007 года, в заключительном матче отборочного раунда чемпионата Европы 2008 года Младен Петрич дальним ударом с левой ноги забил третий, решающий гол в ворота сборной Англии на «Уэмбли», принеся своей сборной гостевую победу со счётом 3:2. Эта победа хорватов вывела сборную России в число участников европейского первенства.
Евро-2012 пропустил из-за травмы.
Петрич сыграл последний матч за сборную 6 февраля 2013 года против сборную Южной Кореи, в котором отличился забитым мячом.

## Достижения
Командные
Грассхоппер
- Чемпион Швейцарии: 2001, 2003

Базель
- Чемпион Швейцарии: 2005
- Обладатель Кубка Швейцарии: 2007

Панатинаикос
- Обладатель Кубка Греции: 2014

Личные
- Футболист года в Швейцарии: 2007
- Лучший бомбардир чемпионата Швейцарии: 2007 (19 мячей)